# Polittoto
Il polittòto o poliptòto (dal greco πολύπτωτον, polýptōton, «con molti casi») è una figura sintattica in cui una parola ripetuta a breve distanza all'interno di un enunciato, pur essendo la stessa, assume una funzione sintattica diversa. Per esempio lo stesso verbo coniugato in tempi, modi, persone, diatesi diverse o un medesimo sostantivo in casi diversi.
Il polittoto può occupare qualsiasi posizione all'interno della frase, ed è frequente nelle situazioni comunicative che presentano le figure della ripetizione.

## Esempi
(Catullo, Liber, Carme V)
(Plauto, Aulularia)
(Dante Alighieri, Inferno, XIII, v. 25)
(Petrarca, Canzoniere, I, v. 11)